# Andrius Mamontovas

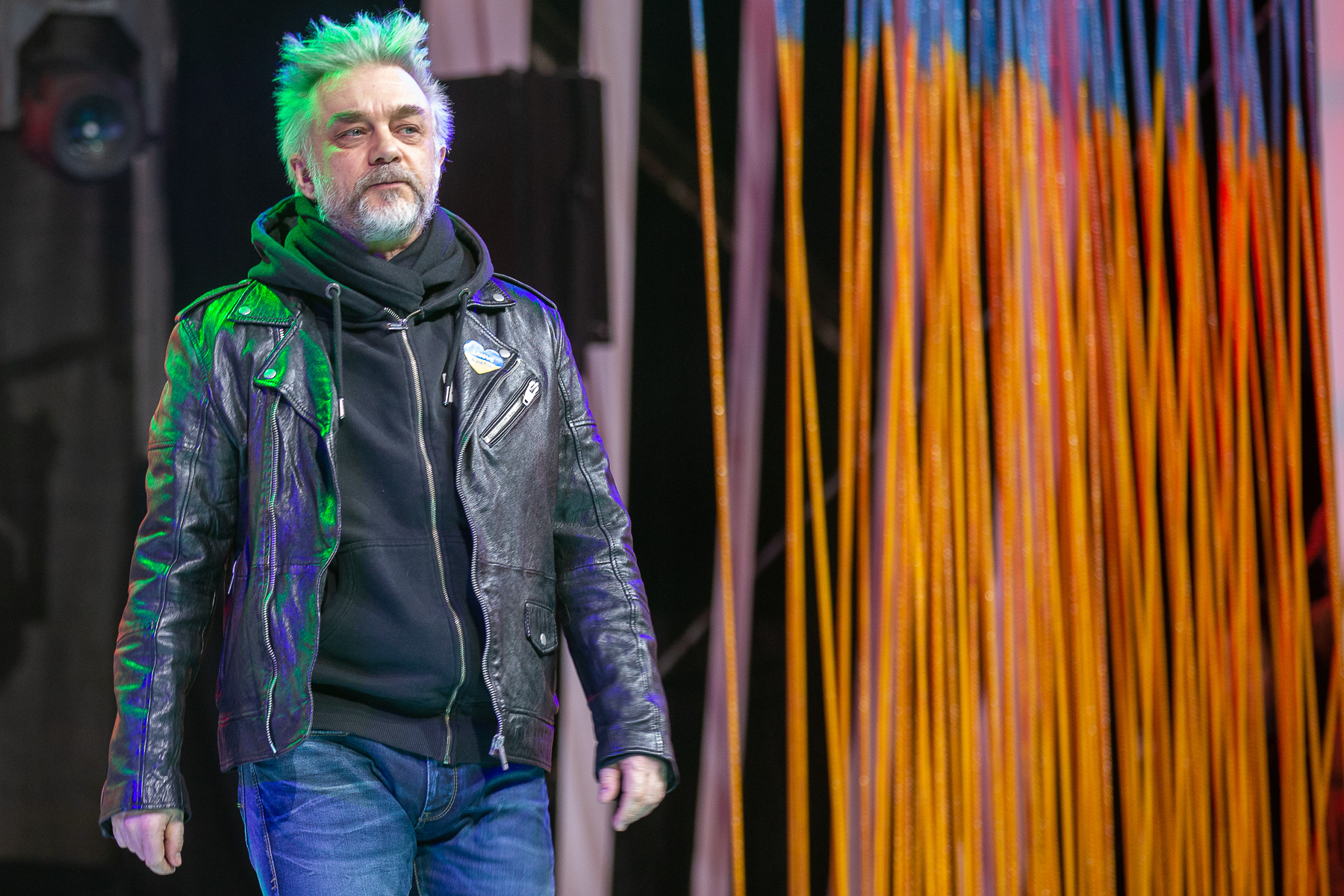

Andrius Mamontovas (Vilna, Lituania; 23 de agosto de 1967) es un músico de rock lituano, compositor de canciones, actor, intérprete y productor discográfico. Fue uno de los cofundadores de la banda de rock lituana Foje en 1983. Es también uno de los cerebros del proyecto LT United.

## Vida personal
Su padre era ruso y su madre lituana. Andrius se volivió vegetariano en 1993.

## Carrera
En 1983, Andrius Mamontovas empezó su carrera musical formando Foje, una de las bandas más populares en Lituania. De 1983 a 1997 la banda nazó 14 álbumes exitosos y ganó cada premio de música posible junto con el reconocimiento nacional. Entre su historial, Foje visitó clubes europeos y estadounidenses y, en el último concierto en Vilna contó con una audiencia de 60,000 asistentes. Esta presentación de despedida todavía ostenta el récord en Lituania de más concurrencia.
Después de que Foje se disolviese, Mamontovas empezó su carrera de solista y desde entonces ha sido varias veces nominado e inclusive ganado en los premios de música nacionales. Actualmente cuenta con 15 premios Bravo (el equivalente lituano a los Premios Grammy en total, entre los cuales han sido para la mejor canción, mejor álbum, mejor espectáculo y mejor acto del año. Mamontovas también ha escrito bandas sonoras para varios cortometrajes y música para la obra de teatro Ivanov de Anton Chekhov (dirigida por Nekrošius) en el Teatro Argentina en Roma.
La música de Mamontovas ha tenido una influencia profunda en Lituania. Habiendo actuado en vídeos y películas de pequeño alcance, Andrius fue invitado para actuar como actor principal en una función de Hamlet, dirigida por Eimuntas Nekrošius. La obra está, desde 1997, en escena y se encuentra en gira mundial con más de 180 presentaciones hasta el 2006.
Mamontovas fue el acto principal en un festival en la Puerta de Brandenburgo en Berlín el primero de mayo de 2004, celebrando la accesión de Lituania a la Unión Europea. También ha aparecido en conciertos de Sting, Bryan Adams, y The Sugarcubes. Mamontovas ha servido tanto productor como compositor para otros artistas.
Mamontovas inició el proyecto LT United, que representó a Lituania en el Eurovision de 2006. Su canción "We are the winners" (Somos Los Ganadores) ha conseguido mucho reconocimiento tanto de miembros de la industria musical como de amigos artistas. La banda ha grabado y lanzado otros temas y ha actuado en locaciones en Irlanda, Alemania, Islandia y Croacia entre otros.
Mamontovas continúa ganando reconocimiento en todo el mundo y firmado por Forman Bros. records basados en California. Su primer trabajo en lengua inglesa fue bajo el nombre artístico de Cloudmaker y en el muestra una gama vasta de interés y habilidad en cuanto a su Carrera en esta lengua.

## Discografía

### Álbumes de solista
- Pabėgimas (1995)
- Tranzas (1997)
- Šiaurės naktis. Pusė penkių (1998)
- Mono Arba Stereo (1999)
- Šiaurės Naktis. Pusė Penkių (2000)
- Anapilis (2000)
- Cloudmaker (2000)
- Visi langai žiūri į dangų (2000)
- Cloudmaker. Ninguna Razón Por qué (2001)
- Clubmix.lt (2001)
- O, meile! (2002)
- Beribiam danguje (2003)
- Tadas Blinda (2004)
- Saldi.Juoda.Naktis. (2006)
- Tyla (2006)
- Geltona. Žalia. Raudona (2008)
- Elektroninis dievas (2011)
- Degančios Akys (2015)

### Sencillos
- Singlas (1995)
- Televisión Daina (1998)
- Kregždutės, kregždutės (2003) con Atlanta
- Pavasariniai žiedai (2004)
- Kieno tu pusėj? (2009)
- Jie plauna tavo smegenis (2009)